# Reprezentacja Mołdawii w piłce nożnej mężczyzn

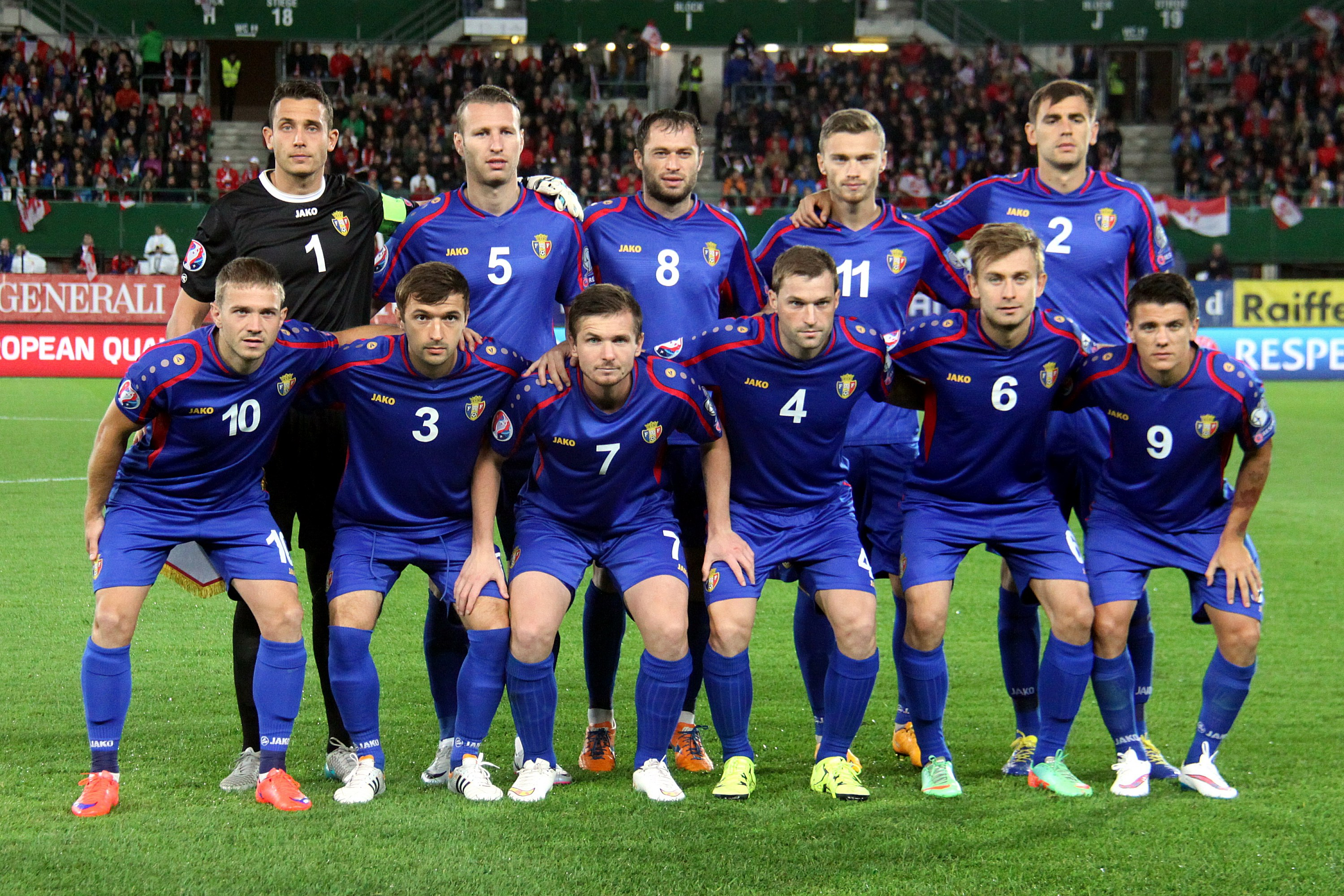
Reprezentacja Mołdawii w piłce nożnej (2015)

Reprezentacja Mołdawii w piłce nożnej – reprezentant kraju Mołdawia w piłce nożnej, kontrolowany przez Federația Moldovenească de Fotbal. Stadionem reprezentacji jest Stadion Zimbru w Kiszyniowie, a jej trenerem w 2021 został Serghei Cleșcenco.

## Historia
Krótko przed rozpadem Związku Radzieckiego Mołdawia rozegrała swój pierwszy mecz z Gruzją 2 lipca 1991 roku.
Drużyna nigdy nie grała na żadnej ważnej międzynarodowej imprezie, wprawdzie swój udział w rozgrywkach europejskich zaczęła od dwu wygranych (1:0 z reprezentacją Gruzji i 3:2 z reprezentacją Walii w eliminacjach do UEFA Euro 1996 – ostatecznie zajęła czwarte miejsce w grupie z dziewięcioma punktami na koncie), ale później przeważnie zawodziła. Począwszy od kwalifikacji do Mundialu 1998 zajmowała albo ostatnie (Mundial 1998, UEFA Euro 2000, Mundial 2006, Mundial 2010, UEFA Euro 2016, Mundial 2018) albo przedostatnie (Mundial 2002, UEFA Euro 2004, UEFA Euro 2012, Mundial 2014) miejsce w swojej grupie (z wyjątkiem eliminacji do ME 2008 – piąte miejsce).
Kilka razy udało jej się wywalczyć punkty w meczu z faworytami, np. zanotowała remisy ze reprezentacją Szkocji (1:1) i z reprezentacją Norwegii (0:0) w eliminacjach do Mundialu 2006, zwycięstwo 1:0 nad reprezentacją Austrii w eliminacjach do Euro 2004 czy zwycięstwo 2:0 nad reprezentacją Finlandii w eliminacjach do Euro 2012. W eliminacjach do Euro 2024 Mołdawianie, nie będąc faworytami, nieoczekiwanie urwali punkty Czechom (0:0 w Kiszyniowie) i Polsce (3:2 tamże i 1:1 w Warszawie). Ostatecznie w eliminacjach Mołdawia zajęła przedostatnie miejsce – wyprzedzona przez Albanię, Czechy i Polskę, a przed Wyspami Owczymi.

## Obecny skład
Stan na 20 czerwca 2023 roku
| Poz. | Imię i nazwisko     | Data urodzin         | Klub                      | Mecze | Gole | Debiut                                        |
| ---- | ------------------- | -------------------- | ------------------------- | ----- | ---- | --------------------------------------------- |
| BR   | Alexei Coselev      | 19 listopada 1993    | PAS Lamia 1964            | 25    | 0    | vs. Rosja (1:2) 9.10.2015                     |
| BR   | Dumitru Celeadnic   | 23 kwietnia 1992     | Sheriff Tyraspol          | 6     | 0    | vs. Kazachstan (0:1) 21.02.2019               |
| BR   | Cristian Avram      | 27 lipca 1994        | Petrocub Hîncești         | 8     | 0    | vs. Azerbejdżan (1:0) 6.06.2021               |
| BR   | Dorian Railean      | 13 października 1993 | Unirea Dej                | 9     | 0    | vs. Kazachstan (0:1) 21.02.2019               |
| BR   | Victor Straistari   | 21 czerwca 1999      | Sfîntul Gheorghe Suruceni | 0     | 0    | -                                             |
|      |                     |                      |                           |       |      |                                               |
| OB   | Vladyslav Baboglo   | 14 listopada 1998    | FK Ołeksandrija           | 4     | 0    | vs. Albania (0:2) 17.06.2023                  |
| OB   | Mihail Stefan       | 7 sierpnia 2001      | Sfîntul Gheorghe Suruceni | 0     | 0    | -                                             |
| OB   | Veaceslav Posmac    | 9 listopada 1990     | Boluspor                  | 62    | 2    | vs. Kirgistan (2:1) 14.06.2013                |
| OB   | Victor Mudrac       | 3 marca 1994         | Petrocub Hîncești         | 11    | 0    | vs. Islandia (0:3) 7.09.2019                  |
| OB   | Artur Craciun       | 29 czerwca 1998      | Hapoel Kefar Sawa         | 15    | 0    | vs. Francja (1:2) 14.11.2019                  |
| OB   | Daniel Dumbravanu   | 22 lipca 2001        | SPAL                      | 5     | 0    | vs. Izrael (1:4) 31.03.2019                   |
| OB   | Oleg Reabciuk       | 16 stycznia 1998     | Olympiakos SFP            | 40    | 0    | vs. Wybrzeże Kości Słoniowej (1:2) 27.03.2018 |
| OB   | Sergiu Platica      | 9 czerwca 1991       | Petrocub Hîncești         | 39    | 0    | vs. Katar (1:1) 17.01.2017                    |
| OB   | Denis Marandici     | 18 września 1996     | Turan Tovuz               | 6     | 0    | vs. Kosowo (1:1) 3.09.2020                    |
| OB   | Ioan-Calin Revenco  | 26 czerwca 2000      | Petrocub Hîncești         | 16    | 1    | vs. Szkocja (0:2) 12.11.2021                  |
| OB   | Ion Jardan          | 10 stycznia 1990     | Petrocub Hîncești         | 49    | 0    | vs. Kirgistan (2:1) 14.06.2013                |
| OB   | Alexandr Belousov   | 14 maja 1998         | Spartak Warna             | 5     | 0    | vs. Kosowo (0:1) 18.11.2020                   |
|      |                     |                      |                           |       |      |                                               |
| PO   | Cristian Dros       | 15 kwietnia 1998     | Sławija Mozyrz            | 14    | 0    | vs. Szwecja (0:1) 9.01.2020                   |
| PO   | Vadim Rață (C)      | 5 maja 1993          | FC Voluntari              | 37    | 1    | vs. Rumunia (1:2) 14.02.2015                  |
| PO   | Artur Ioniță        | 17 sierpnia 1990     | Modena FC                 | 67    | 3    | vs. Szwajcaria (0:2) 28.03.2009               |
| PO   | Victor Bogaciuc     | 17 października 1999 | Petrocub Hîncești         | 3     | 0    | vs. Austria (0:2) 1.09.2021                   |
| PO   | Mihail Caimacov     | 22 lipca 1998        | Torpedo Moskwa            | 20    | 1    | vs. Kosowo (1:1) 3.09.2020                    |
| PO   | Serafim Cojocari    | 7 stycznia 2001      | FC Bălți                  | 3     | 0    | vs. Wyspy Owcze (1:1) 24.03.2023              |
| PO   | Victor Stînă        | 20 marca 1998        | MGS Panserraikos          | 8     | 2    | vs. Liechtenstein (2:0) 3.06.2022             |
| PO   | Nichita Motpan      | 17 lipca 2001        | FC Bălți                  | 9     | 2    | vs. Łotwa (2:4) 10.06.2022                    |
|      |                     |                      |                           |       |      |                                               |
| NA   | Marius Iosipoi      | 28 kwietnia 2000     | Petrocub Hîncești         | 6     | 0    | vs. Dania (0:8) 28.03.2021                    |
| NA   | Ion Nicolaescu      | 7 września 1998      | Beitar Jerozolima         | 33    | 10   | vs. Luksemburg (0:4) 8.09.2018                |
| NA   | Vitalie Damascan    | 24 stycznia 1999     | FC Voluntari              | 27    | 2    | vs. Korea Południowa (0:1) 27.01.2018         |
| NA   | Virgiliu Postolachi | 17 marca 2000        | UT Arad                   | 10    | 0    | vs. Wyspy Owcze (1:1) 25.03.2021              |
| NA   | Maxim Cojocaru      | 13 stycznia 1998     | Petrocub Hîncești         | 12    | 0    | vs. Islandia (0:3) 7.09.2019                  |

## Udział w międzynarodowych turniejach

### Mistrzostwa Świata
| Rok  | Wynik                   | Rywale w eliminacjach                                      |
| ---- | ----------------------- | ---------------------------------------------------------- |
| 1930 | Była częścią Rumunii    | Była częścią Rumunii                                       |
| 1934 | Była częścią Rumunii    | Była częścią Rumunii                                       |
| 1938 | Była częścią Rumunii    | Była częścią Rumunii                                       |
| 1950 | Była częścią ZSRR       | Była częścią ZSRR                                          |
| 1954 | Była częścią ZSRR       | Była częścią ZSRR                                          |
| 1958 | Była częścią ZSRR       | Była częścią ZSRR                                          |
| 1962 | Była częścią ZSRR       | Była częścią ZSRR                                          |
| 1966 | Była częścią ZSRR       | Była częścią ZSRR                                          |
| 1970 | Była częścią ZSRR       | Była częścią ZSRR                                          |
| 1974 | Była częścią ZSRR       | Była częścią ZSRR                                          |
| 1978 | Była częścią ZSRR       | Była częścią ZSRR                                          |
| 1982 | Była częścią ZSRR       | Była częścią ZSRR                                          |
| 1986 | Była częścią ZSRR       | Była częścią ZSRR                                          |
| 1990 | Była częścią ZSRR       | Była częścią ZSRR                                          |
| 1994 | Jako ZSRR               | Jako ZSRR                                                  |
| 1998 | Nie zakwalifikowała się | Anglia, Włochy, Polska, Gruzja                             |
| 2002 | Nie zakwalifikowała się | Szwecja, Turcja, Słowacja, Macedonia Północna, Azerbejdżan |
| 2006 | Nie zakwalifikowała się | Włochy, Norwegia, Szkocja, Słowenia, Białoruś              |
| 2010 | Nie zakwalifikowała się | Szwajcaria, Grecja, Łotwa, Izrael, Luksemburg              |
| 2014 | Nie zakwalifikowała się | Anglia, Ukraina, Czarnogóra, Polska, San Marino            |
| 2018 | Nie zakwalifikowała się | Serbia, Irlandia, Walia, Austria, Gruzja                   |
| 2022 | Nie zakwalifikowała się | Dania, Szkocja, Izrael, Austria, Wyspy Owcze               |
| 2026 |                         |                                                            |

### Mistrzostwa Europy
| Rok  | Wynik                   | Rywale w eliminacjach                                        |
| ---- | ----------------------- | ------------------------------------------------------------ |
| 1960 | Była częścią ZSRR       | Była częścią ZSRR                                            |
| 1964 | Była częścią ZSRR       | Była częścią ZSRR                                            |
| 1968 | Była częścią ZSRR       | Była częścią ZSRR                                            |
| 1972 | Była częścią ZSRR       | Była częścią ZSRR                                            |
| 1976 | Była częścią ZSRR       | Była częścią ZSRR                                            |
| 1980 | Była częścią ZSRR       | Była częścią ZSRR                                            |
| 1984 | Była częścią ZSRR       | Była częścią ZSRR                                            |
| 1988 | Była częścią ZSRR       | Była częścią ZSRR                                            |
| 1992 | Była częścią WNP        | Była częścią WNP                                             |
| 1996 | Nie zakwalifikowała się | Niemcy, Bułgaria, Gruzja, Albania, Walia                     |
| 2000 | Nie zakwalifikowała się | Niemcy, Turcja, Finlandia, Irlandia Północna                 |
| 2004 | Nie zakwalifikowała się | Czechy, Holandia, Austria, Białoruś                          |
| 2008 | Nie zakwalifikowała się | Grecja, Turcja, Norwegia, Bośnia i Hercegowina, Węgry, Malta |
| 2012 | Nie zakwalifikowała się | Holandia, Szwecja, Węgry, Finlandia, San Marino              |
| 2016 | Nie zakwalifikowała się | Austria, Rosja, Szwecja, Czarnogóra, Liechtenstein           |
| 2020 | Nie zakwalifikowała się | Francja, Turcja, Islandia, Albania, Andora                   |
| 2024 | Nie zakwalifikowała się | Polska, Czechy, Albania, Wyspy Owcze                         |

## Eliminacje doMistrzostw Europy w Piłce Nożnej 2012

### Grupa E
| Zespół     | Pkt | M  | W | R | P  | Br+ | Br− | +/− |
| ---------- | --- | -- | - | - | -- | --- | --- | --- |
| Holandia   | 27  | 10 | 9 | 0 | 1  | 37  | 8   | +29 |
| Szwecja    | 24  | 10 | 8 | 0 | 2  | 31  | 11  | +20 |
| Węgry      | 19  | 10 | 6 | 1 | 3  | 22  | 14  | +8  |
| Finlandia  | 10  | 10 | 3 | 1 | 6  | 16  | 16  | 0   |
| Mołdawia   | 9   | 10 | 3 | 0 | 7  | 12  | 16  | −4  |
| San Marino | 0   | 10 | 0 | 0 | 10 | 0   | 53  | −53 |

|            | Holandia | Szwecja | Finlandia | Węgry | Mołdawia | San Marino |
| ---------- | -------- | ------- | --------- | ----- | -------- | ---------- |
| Holandia   | X        | 4:1     | 2:1       | 5:3   | 1:0      | 11:0       |
| Szwecja    | 3:2      | X       | 5:0       | 2:0   | 2:1      | 6:0        |
| Finlandia  | 0:2      | 1:2     | X         | 1:2   | 4:1      | 8:0        |
| Węgry      | 0:4      | 2:1     | 0:0       | X     | 2:1      | 8:0        |
| Mołdawia   | 0:1      | 1:4     | 2:0       | 0:2   | X        | 4:0        |
| San Marino | 0:5      | 0:5     | 0:1       | 0:3   | 0:2      | X          |

## Eliminacje doMistrzostw Świata w Piłce Nożnej 2014

### Grupa H
| Lp. | Drużyna    | M  | Mecze | Mecze | Mecze | Bramki | Bramki | Bramki | Pkt |
| Lp. | Drużyna    | M  | W     | R     | P     | +      | −      | +/−    | Pkt |
| --- | ---------- | -- | ----- | ----- | ----- | ------ | ------ | ------ | --- |
| 1.  | Anglia     | 10 | 6     | 4     | 0     | 31     | 4      | +27    | 22  |
| 2.  | Ukraina    | 10 | 6     | 3     | 1     | 28     | 4      | +24    | 21  |
| 3.  | Czarnogóra | 10 | 4     | 3     | 3     | 18     | 17     | +1     | 15  |
| 4.  | Polska     | 10 | 3     | 4     | 3     | 18     | 12     | +6     | 13  |
| 5.  | Mołdawia   | 10 | 3     | 2     | 5     | 12     | 17     | −5     | 11  |
| 6.  | San Marino | 10 | 0     | 0     | 10    | 1      | 54     | −53    | 0   |

|            | Polska | Czarnogóra | Ukraina | Anglia | Mołdawia | San Marino |
| ---------- | ------ | ---------- | ------- | ------ | -------- | ---------- |
| Polska     | X      | 1:1        | 1:3     | 1:1    | 2:0      | 5:0        |
| Czarnogóra | 2:2    | X          | 0:4     | 1:1    | 2:5      | 3:0        |
| Ukraina    | 1:0    | 0:1        | X       | 0:0    | 2:1      | 9:0        |
| Anglia     | 2:0    | 4:1        | 1:1     | X      | 4:0      | 5:0        |
| Mołdawia   | 1:1    | 0:1        | 0:0     | 0:5    | X        | 3:0        |
| San Marino | 1:5    | 0:6        | 0:8     | 0:8    | 0:2      | X          |

## Eliminacje doMistrzostw Europy w Piłce Nożnej 2016

### Grupa G
| Zespół        | Pkt | M  | W | R | P | Br+ | Br− | +/− |
| ------------- | --- | -- | - | - | - | --- | --- | --- |
| Austria       | 28  | 10 | 9 | 1 | 0 | 22  | 5   | +17 |
| Rosja         | 20  | 10 | 6 | 2 | 2 | 21  | 5   | +16 |
| Szwecja       | 18  | 10 | 5 | 3 | 2 | 15  | 9   | +6  |
| Czarnogóra    | 11  | 10 | 3 | 2 | 5 | 10  | 13  | -3  |
| Liechtenstein | 5   | 10 | 1 | 2 | 7 | 2   | 26  | −24 |
| Mołdawia      | 2   | 10 | 0 | 2 | 8 | 4   | 16  | −12 |

|               | Austria | Szwecja | Rosja | Czarnogóra | Liechtenstein | Mołdawia |
| ------------- | ------- | ------- | ----- | ---------- | ------------- | -------- |
| Austria       | X       | 1:1     | 1:0   | 1:0        | 3:0           | 1:0      |
| Szwecja       | 1:4     | X       | 1:1   | 3:1        | 2:0           | 2:0      |
| Rosja         | 0:1     | 1:0     | X     | 2:0        | 4:0           | 1:1      |
| Czarnogóra    | 2:3     | 1:1     | 0:3   | X          | 2:0           | 2:0      |
| Liechtenstein | 0:5     | 0:2     | 0:7   | 0:0        | X             | 1:1      |
| Mołdawia      | 1:2     | 0:2     | 1:2   | 0:2        | 0:1           | X        |

## Eliminacje doMistrzostw Świata w Piłce Nożnej 2018

### Grupa D
| Zespół   | Pkt | M  | W | R | P | Br+ | Br− | +/− |
| -------- | --- | -- | - | - | - | --- | --- | --- |
| Serbia   | 21  | 10 | 6 | 3 | 1 | 20  | 10  | +10 |
| Irlandia | 19  | 10 | 5 | 4 | 1 | 12  | 6   | +6  |
| Walia    | 17  | 10 | 4 | 5 | 1 | 13  | 6   | +7  |
| Austria  | 15  | 10 | 4 | 3 | 3 | 14  | 12  | +2  |
| Gruzja   | 5   | 10 | 0 | 5 | 5 | 8   | 14  | -6  |
| Mołdawia | 2   | 10 | 0 | 2 | 8 | 4   | 23  | -19 |

|          | Walia | Serbia | Austria | Irlandia | Gruzja | Mołdawia |
| -------- | ----- | ------ | ------- | -------- | ------ | -------- |
| Walia    | X     | 1:1    | 1:0     | 0:1      | 1:1    | 4:0      |
| Serbia   | 1:1   | X      | 3:2     | 2:2      | 1:0    | 3:0      |
| Austria  | 2:2   | 3:2    | X       | 0:1      | 1:1    | 2:0      |
| Irlandia | 0:0   | 0:1    | 1:1     | X        | 1:0    | 2:0      |
| Gruzja   | 0:1   | 1:3    | 1:2     | 1:1      | X      | 1:1      |
| Mołdawia | 0:2   | 0:3    | 0:1     | 1:3      | 2:2    | X        |

## Eliminacje doMistrzostw Europy w Piłce Nożnej 2020

### Grupa H
| Zespół   | Pkt | M  | W | R | P | Br+ | Br− | +/− |
| -------- | --- | -- | - | - | - | --- | --- | --- |
| Francja  | 25  | 10 | 8 | 1 | 1 | 25  | 6   | +19 |
| Turcja   | 23  | 10 | 7 | 2 | 1 | 18  | 3   | +15 |
| Islandia | 19  | 10 | 6 | 1 | 3 | 14  | 11  | +3  |
| Albania  | 13  | 10 | 4 | 1 | 5 | 16  | 14  | +2  |
| Andora   | 4   | 10 | 1 | 1 | 8 | 3   | 20  | -17 |
| Mołdawia | 3   | 10 | 1 | 0 | 9 | 4   | 26  | -22 |

|          | Francja | Islandia | Turcja | Albania | Mołdawia | Andora |
| -------- | ------- | -------- | ------ | ------- | -------- | ------ |
| Francja  | X       | 4:0      | 1:1    | 4:1     | 2:1      | 3:0    |
| Islandia | 0:1     | X        | 2:1    | 1:0     | 3:0      | 2:0    |
| Turcja   | 2:0     | 0:0      | X      | 1:0     | 4:0      | 1:0    |
| Albania  | 0:2     | 4:2      | 0:2    | X       | 2:0      | 2:2    |
| Mołdawia | 1:4     | 1:2      | 0:4    | 0:4     | X        | 1:0    |
| Andora   | 0:4     | 0:2      | 0:2    | 0:3     | 1:0      | X      |

## Rekordziści
Kolorem niebieskim zaznaczono wciąż aktywnych piłkarzy
| #  | Nazwisko              | Lata gry w kadrze | Mecze | Bramki |
| -- | --------------------- | ----------------- | ----- | ------ |
| 1  | Radu Rebeja           | 1991-2008         | 74    | 2      |
| 2  | Serghei Cleșcenco     | 1991-2006         | 69    | 11     |
| 3  | Ion Testemițanu       | 1991-2007         | 56    | 5      |
| 3  | Valeriu Catînsus      | 1999-             | 56    | 0      |
| 5  | Serghei Rogaciov      | 1996-2007         | 52    | 9      |
| 6  | Serghei Epureanu      | 1999-2006         | 47    | 3      |
| 7  | Serghei Stroenco      | 1992-2007         | 46    | 0      |
| 7  | Alexandru Epureanu    | 2006-             | 46    | 2      |
| 9  | Vladimir Gaidamașciuc | 1992-2001         | 45    | 1      |
| 10 | Igor Oprea            | 1992-2001         | 42    | 4      |
| 10 | Vadim Boreț           | 1999-             | 42    | 1      |
| 10 | Ghenadie Olexici      | 2001-2007         | 42    | 0      |

| #  | Nazwisko           | Lata gry w kadrze | Bramki | Mecze |
| -- | ------------------ | ----------------- | ------ | ----- |
| 1  | Serghei Cleșcenco  | 1991-2006         | 11     | 69    |
| 2  | Serghei Rogaciov   | 1996-2007         | 9      | 52    |
| 3  | Iurie Miterev      | 1995-2006         | 8      | 36    |
| 4  | Serghei Dadu       | 2002-             | 7      | 28    |
| 4  | Igor Bugaiov       | 2007-             | 7      | 40    |
| 6  | Viorel Frunză      | 2002-             | 6      | 33    |
| 6  | Alexandru Suvorov  | 2006-             | 6      | 35    |
| 8  | Ion Testemițanu    | 1991-2007         | 5      | 56    |
| 8  | Serghei Alexandrov | 1992-1998         | 5      | 6     |
| 10 | Igor Oprea         | 1992-2001         | 4      | 42    |
| 10 | Valeriu Andronic   | 2001-             | 4      | 34    |
| 10 | Alexandru Golban   | 2002-             | 4      | 15    |
| 10 | Serghei Alexeev    | 2007-             | 4      | 20    |

## Trenerzy reprezentacji Mołdawii
- 1991-1992 –  Ion Caras
- 1992-1992 –  Eugen Piunovschi
- 1992-1997 –  Ion Caras
- 1998-1999 –  Ivan Daniliants
- 1999-2001 –  Alexandru Mațiura
- 2001-2001 –  Alexandru Spiridon
- 2002-2006 –  Wiktor Pasulko
- 2006-2007 –  Anatol Teslev
- 2007-2009 –  Igor Dobrowolski
- 2010-2011 –  Gavril Balint
- 2012-2014 –  Ion Caras
- 2014-15 –      Alexandru Curtianu
- 2015 –  Ștefan Stoica
- 2016-18 –  Igor Dobrowolski
- od 2018 –  Alexandru Spiridon